# Erich Charlier
Erich Charlier (* 27. Januar 1924 in Kohlscheid; † 18. Dezember 2015) war ein deutscher Pädagoge, Grafiker und Glasmaler.

## Leben und Wirken
Charlier wurde nach seiner Schulzeit zum Kriegsdienst eingezogen und musste den Russlandfeldzug 1941 im Zweiten Weltkrieg mitmachen. 1944 zog er sich eine Kriegsverletzung zu, die ihn fast erblinden ließ. Daraufhin legte er das Gelübde ab, dass er seine Arbeit künftig „zur Ehre Gottes und zur Freude der Menschen“ widmen wolle, falls er gesunden würde.
Charlier wurde aus dem Militärdienst entlassen und seine Sehkraft konnte sich wieder stabilisieren. Er absolvierte zunächst, auf Veranlassung seines Vaters, ein Lehramtsstudium und wurde anschließend ab 1951 als Schulleiter einer Grundschule in Hammer bei Simmerath eingesetzt. Weitere Stationen seiner Schullaufbahn waren unter anderem die Grundschulen in den Nachbarorten Dedenborn und Konzen.
Charlier vergaß im Verlauf seines Pädagogikstudiums nie sein Gelübde aus der Kriegszeit und er, der bereits mit neun Jahren erste kleinere Porträts angefertigt hatte, wurde Schüler und später Meisterschüler des Glasmalers Anton Wendling an der Kunstgewerbeschule Aachen. In der Folgezeit entstanden neben seiner beruflichen Tätigkeit rund 150 Werke der Glasmalerei, davon 44 Bleiverglasungen in Kirchen im Großraum Simmerath, aber auch in Trier und Brühl sowie in Frankreich, Moldawien und Ghana. Darüber hinaus entwarf Charlier sowohl zahlreiche Altarkreuze, Mosaike, Monstranzen, Tabernakel und Grabsteine als auch Karnevalsorden, Fahnen, Dorf- und Familienwappen, Urkunden sowie zwei Sonderstempel für die Deutsche Bundespost und schuf Zeichnungen und Aquarelle aus der Landschaft seiner Umgebung. Seine Werke wurden und werden auf mehreren Ausstellungen präsentiert und ein Großteil davon, vor allem die Sammlung seiner selbst entworfenen Karnevalsorden, wurden nach seinem Tod vom Stadtarchiv Monschau übernommen. Für seine vielfältigen Verdienste wurde Charlier mehrfach ausgezeichnet.

## Ehrungen (Auswahl)
- 1994: Verdienstorden der Bundesrepublik Deutschland
- 2007: Verdienstmedaille Pro Ecclesia et Pontifice durch Papst Benedikt XVI., überreicht durch den Aachener Bischof Heinrich Mussinghoff
- 2011: Ehrenpreis des Bürgermeisters der Gemeinde Simmerath

## Ausstellungen (posthum)
- 2016: Ausstellung „Karnevalsorden“ in der Stadtbücherei Monschau, Januar/Februar 2016[2]
- 2020: Ausstellung „Von der Parkvignette bis zum Weinflaschen-Etikett“ in der Stadtbücherei Monschau[3]

## Werke (Auswahl)

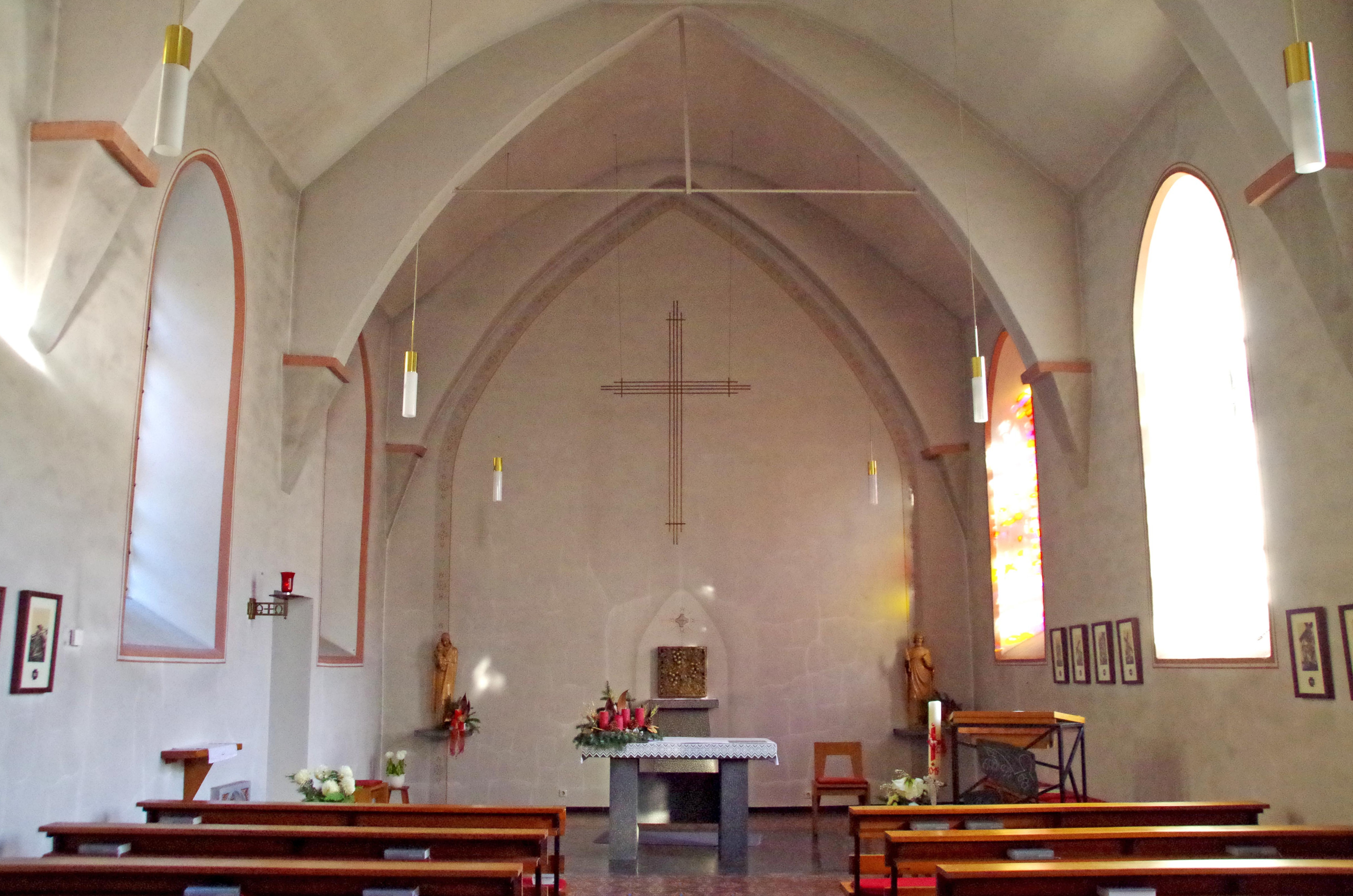
Ambo, Tabernakel und Teile der Kreuzwegstationen von Charlier in St. Bartholomäus, Hammer

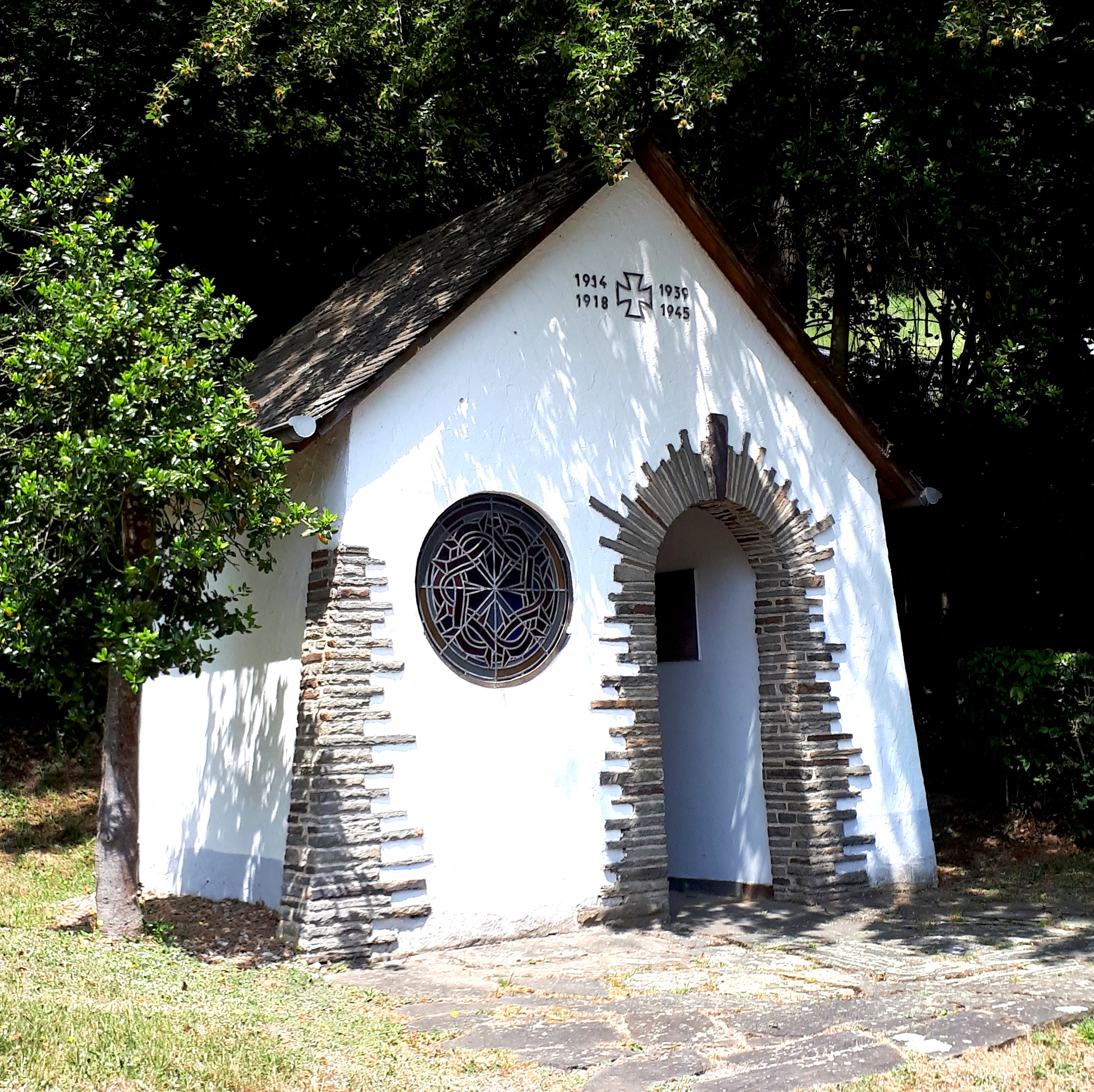
Gefallenendenkmal Hammer

- St. Bartholomäus in Hammer: 10 Buntglasfenster vorwiegend mit Heiligendarstellungen, 14 Kreuzwegstationen, Tabernakel, Ambo, 1950er- bis 1960er-Jahre
- Gefallenendenkmal in Hammer
- Dedenborn: Ehrenmal zur Erinnerung an die Kriegstoten beider Weltkriege, 1959/1960
- St. Jakob in Aachen: Fenster mit der Darstellung des Traums Karls des Großen, in dem ihm aufgetragen wurde, den Jakobsweg in Spanien zu sichern, sowie ein Fenster mit Darstellungen von Mariä Verkündigung, Christi Geburt und Anbetung der Könige und ein Fenster mit dem Porträt der seligen Franziska Schervier, 1986,
- St. Nikolaus in Einruhr: drei Buntglasfenster im Turm mit den Themen Flucht nach Ägypten, der Traum von Josef von Nazaret und Maria mit Kind, 1990
- St. Michael in Dedenborn, drei Buntglasfenster, davon zwei mit Ährensymbolen und eins mit der Darstellung  des Erzengels Michael beim Kampf mit dem Drachen, 1991
- St. Lucia in Eicherscheid, Glasfenster „Glaube Liebe Hoffnung“ und „Franz von Assisi“, 1991
- St. Barbara in Rurberg: Turmfenster „Geistsendung“, 1992
- Christ-König-Kapelle in Huppenbroich, Christus-König-Glasfenster im Eingangsbereich, 1996
- Alexianerkloster Aachen, Darstellung des heiligen Alexius von Edessa im Fenster des Refektoriums, 1999
- Krankenhauskapelle Maria Hilf in Krefeld: Fenster im Foyer mit der Darstellung Maria, Hilfe der Christen
- St. Maria Schmerzhafte Mutter in Jackerath, Turmfenster mit Wappen der Region, 2006
- Antoniuskapelle in Kalterherberg: Buntglasfenster, 2006